# Speak White (poème)
Cet article concerne le poème. Pour l'expression, voir speak white.
Speak White est un poème engagé de l’écrivaine québécoise Michèle Lalonde, publié pour la première fois en décembre 1968. Il acquiert une large notoriété à la suite de sa lecture publique lors de la Nuit de la poésie du 27 mars 1970 à Montréal.
Le texte dénonce les rapports de domination linguistique, culturelle et économique exercés par les anglophones sur les francophones au Québec, à travers une forme de monologue collectif. L’expression anglaise speak white, utilisée comme titre et répétée à plusieurs reprises dans le poème, en est venue à symboliser les tensions linguistiques et les discriminations perçues à l’égard des francophones. Le poème a rapidement été associé aux revendications du mouvement souverainiste du Québec.

## Éditions
Le poème a été publié pour la première fois en décembre 1968 dans le magazine Socialisme. Il a ensuite paru sous forme de poème-affiche à Montréal, aux Éditions de l’Hexagone, en 1974. Une traduction anglaise par D. G. Jones a été publiée dans la revue Ellipse. Le texte a aussi été repris dans un numéro spécial de la revue Französisch heute consacré au Québec. Une récitation enregistrée par Michèle Lalonde a été produite par Radio-Canada International en 1982.

## Lecture publique
Le poème était censé être lu sur la scène de la Comédie canadienne par la comédienne Michelle Rossignol lors d'un spectacle intitulé Chansons et poèmes de la Résistance, mais ce fut Michèle Lalonde qui fit la lecture du poème. Le spectacle, qui réunissait plusieurs artistes dont Robert Charlebois, Yvon Deschamps et Gaston Miron, était organisé pour soutenir la cause de Pierre Vallières et de Charles Gagnon, qui venaient d'être emprisonnés pour leurs activités au sein du Front de libération du Québec (FLQ). Ce poème, devenu célèbre au Québec, a souvent été lu comme un manifeste.

### Films dédiés
Le 27 mars 1970, pour les besoins du film de l'Office national du film du Canada (ONF), Jean-Claude Labrecque tourne des images lors de la Nuit de la poésie, puisqu'il était interdit de filmer lors du spectacle politique de 1968. Pour l'occasion, on a demandé à Michèle Lalonde de lire son poème afin qu'il puisse être archivé à l'ONF.
En 1980, les réalisateurs québécois Pierre Falardeau et Julien Poulin ont réalisé, pour l'ONF, un court métrage d'une durée de six minutes. Le poème est lu par Marie Eykel, sur une musique de Julien Poulin et se déroule sur un montage de photos-choc  visant à dénoncer l'impérialisme économique et culturel des classes dominantes,,. Influencé par le thème du colonialisme à la suite de ses voyages notamment en Algérie, en Afrique du Sud, au Pays basque, en Corse, au Mexique, à Cuba et chez les Inuits du nord du Canada, Falardeau inscrit le poème dans une perspective planétaire. 
Le livre La liberté n'est pas une marque de yogourt de Pierre Falardeau rapporte que le film n'a reçu aucune critique à sa sortie ni aucune publicité dans les journaux, la seule mention dans les journaux ayant été dans la section des faits divers à cause d'une émeute parce que la police est venue interrompre une projection extérieure de ce film. 
Un autre court métrage, de Labrecque, d'une durée de cinq minutes et tourné à la Nuit de la poésie le 27 mars 1970, est joint à ce court métrage. Michèle Lalonde fait la lecture de son poème. Les deux films seront combinés en 1984 pour une durée totale de 11 minutes,.

### Réinterprétations
- Le 15 mars 2008, Michèle Lalonde célèbre le 40e anniversaire de son poème, à l'occasion de l'ouverture de la Quinzaine de la poésie. Un événement sera tenu en son honneur à la Maison de la culture Ahuntsic[16].
- Le 12 septembre 2009, Speak White est lu par la rappeuse J.Kyll du groupe Muzion à l'occasion du Moulin à paroles afin de donner « une nouvelle couleur à ce puissant poème » en tant qu'Haïtiano-Québécoise[17].
- En 2012, Catherine Côté-Ostiguy écrit Speak Red, une version inspirée du poème Speak White placée dans le contexte des luttes étudiantes québécoises en cours[18], qui reçoit un grand écho.
- En 2015, le dramaturge et acteur québécois Robert Lepage crée la pièce de théâtre solo 887, au cours de laquelle le protagoniste, incarné par lui-même, doit réciter Speak White dans un festival de poésie, mais peine à le mémoriser. Pour Franco Nuovo, c'est « un texte difficile, difficile à réciter. Or, après deux heures qui passent à la vitesse d'une décennie oubliée, Robert Lepage finit par dire Speak White. Il craint peut-être les tours de sa mémoire, mais elle est loin de lui faire défaut. … Il n'est peut-être pas habité par la même colère qu'une Michèle Lalonde en 1970, mais les mots continuent à porter la rage et la révolte »[19]. Ce spectacle « a triomphé de New York à Bergen, de Montréal à Luxembourg, de Rome (en italien !) à Athènes — en passant par Amsterdam »[20].

### Speak What
En réponse à l'adoption de la loi 178, le dramaturge québécois d'ascendance italienne, Marco Micone publie, en 1989, le poème politique Speak What, en français : « Parlez de quoi » dans la revue théâtrale Jeu. En 1990, il sera publié par la revue Québec Français et sera lu lors de l'émission radiophonique Littératures actuelles de Radio-Canada l'année suivante. Il finira  aussi par être publié par le ministère de l'Éducation. Cette réécriture se veut un moyen d'entamer une réflexion politique sur le rôle des immigrants et suggérer un point de vue critique de la société québécoise affectée par l'immigration,.
Ce texte de Marco Micone fut critiqué avec virulence par Gaëtan Dostie, ancien directeur des éditions Parti pris, qui l'accuse de plagiat et de censure :
Que, de bonne foi, certains ne voient pas dans le “Speak What” de Micone, l'insulte, voire la dérision, nous étonne toujours infiniment. Qu'on veuille inviter ce monsieur à dire publiquement ce texte, est pour plusieurs d'entre nous, une grande indignité. Ce que Monsieur Marco Micone présente comme son œuvre, n'est en rien son poème, mais un plagiat et une censure, du révisionnisme littéraire, où il pervertit, détourne, banalise, nie un des textes fondateurs de la poésie québécoise contemporaine : SPEAK WHITE de Michèle Lalonde. … Voilà qu'un nouvel arrivant, avec quelque réputation du côté du théâtre, s'empare de ce texte symbole de nos blessures, de nos humiliations, il en fabrique une version javellisante, où le mépris n'est jamais dans le textes qu'on lit, mais dans la perversion, le détournement, le nivellement du texte qu'on censure. »
Ainsi, en signe de protestation, Michèle Lalonde rompt avec son éditeur lorsqu'il devient celui de Marco Micone(p. 184).